# Weksylia

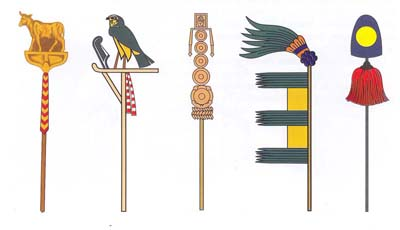
Weksyloidy: sumeryjski, egipski, rzymski, aztecki, japoński

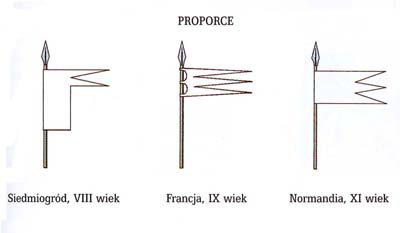
Przykłady proporców średniowiecznych

Weksylia (weksyloidy) – znaki rozpoznawcze, protoflagi używane w różnych kulturach w wielu rejonach świata.

## Historia
Pierwsze takie znaki pojawiły się w czasach prehistorycznych. Charakteryzowały się specyficznym wyglądem. Był to długi pręt, początkowo drewniany, później metalowy. Miejsce płótna zajmowały różnego rodzaju skóry, futra, pióra itp. Wokół tego typu znaków gromadzili się żołnierze wyruszający na bitwy i podboje. Rzymianie przejęli od Persów zwyczaj używania weksyloidów, na których obecne były wizerunki orła i dzika. Najważniejsze znaczenie zyskał weksyloid z orłem, który stał się znakiem legionów.
Pierwsze weksylia jakie pojawiły się w Europie Zachodniej w VIII wieku to proporce, charakteryzujące się prostokątnymi płatami, z wyciętymi ostrymi językami, mocowane do drzewca. Następnie zaczęły upowszechniać się herby. W XIII wieku pojawił się kolejny rodzaj weksyliów – chorągwie.
Chorągwie były znakami rozróżniającymi walczące strony oraz stanowiące punkt odniesienia dla wojsk. Za ich pośrednictwem wydawano rozkazy, np. rozwinięcie płatu było sygnałem rozpoczęcia natarcia. Z tego też powodu, utrata chorągwi – kradzież czy zniszczenie – w trakcie bitwy miały katastrofalne następstwa. Gestem triumfu było rzucenie chorągwi przeciwnika pod nogi wodza.
Współcześnie, funkcję chorągwi przejęły sztandary. Nie mają one już znaczenia militarnego, ale nadal są obdarzane szczególną opieką przez posiadające je jednostki. Utrata sztandaru wiąże się ze skreśleniem jednostki z rejestru. Oprócz sztandarów wojskowych, występują także sztandary szkolne, organizacyjne, oraz należące do różnych instytucji rządowych i pozarządowych. Innymi współczesnymi weksyliami są proporce należące do jednostek harcerskich.